# تورزا ویلکا، استان وارمیان مازوریان
تورزا ویلکا، استان وارمیان مازوریان (به لاتین: Turza Wielka, Warmian-Masurian Voivodeship) یک منطقهٔ مسکونی در لهستان است که در Gmina Działdowo واقع شده‌است.

## خصوصیات
تورزا ویلکا ۶۹۶ نفر جمعیت دارد.